# Bjol-esŏ on küdä
Bjol-esŏ on küdä (v korejském originále 별에서 온 그대, Byeoreseo on geudae; anglický název: My Love from the Star) je jihokorejský televizní seriál z roku 2013, v němž hrají Čon Či-hjon, Kim Su-hjon, Pak Hä-džin a Ju In-na. Vysíláno na SBS TV od 18. prosince 2013 do 27. února 2014 každou středu a čtvrtek ve 22:00 pro 21 epizod.

## Obsazení
- Čon Či-hjon jako Čchon Song-i
- Kim Su-hjon jako Do Min-čun
- Pak Hä-džin jako I Hi-kjong
- Ju In-na jako Ju Se-mi